# Charlamovova trofej
Charlamovova trofej je ocenění pro nejlepšího ruského hráče v NHL. Pojmenovaná je po Valeriji Charlamovovi jednom z nejlepších hokejistů Sovětského svazu.
O vítězi trofeje rozhoduje hlasování všech aktivních ruských hráčů v NHL. Ruští hráči poprvé přišli do NHL ve velkém množství na konci 80. let 20. století, ale trofej byla poprvé udělena až v roce 2003. Prvním hráčem oceněným touto trofejí se stal Sergej Fjodorov.
| Sezona    | Vítěz            | Tým                 | Pozice       |
| --------- | ---------------- | ------------------- | ------------ |
| 2002–2003 | Sergej Fjodorov  | Detroit Red Wings   | centr        |
| 2003–2004 | Ilja Kovalčuk    | Atlanta Thrashers   | levý útočník |
| 2004–2005 | stávka NHL       |                     |              |
| 2005–2006 | Alexandr Ovečkin | Washington Capitals | levý útočník |
| 2006–2007 | Alexandr Ovečkin | Washington Capitals | levý útočník |
| 2007–2008 | Alexandr Ovečkin | Washington Capitals | levý útočník |
| 2008–2009 | Alexandr Ovečkin | Washington Capitals | levý útočník |
| 2009–2010 | Alexandr Ovečkin | Washington Capitals | levý útočník |
| 2010–2011 | Pavel Dacjuk     | Detroit Red Wings   | centr        |
| 2011–2012 | Jevgenij Malkin  | Pittsburgh Penguins | centr        |
| 2012–2013 | Pavel Dacjuk     | Detroit Red Wings   | centr        |